# 용덕초등학교 덕암분교
용덕초등학교 덕암분교는 경상남도 의령군 용덕면 덕암로6길 18 (가락리)에 있었던 초등학교이다.

## 연혁
- 1939년 9월 15일 용덕공립심상소학교 덕암간이학교 설립인가
- 1943년 8월 21일 덕암공립국민학교 승격
- 1956년 8월 27일 현 위치로 이전
- 1984년 6월 16일 병설유치원 개원
- 1996년 3월 1일 덕암초등학교로 개칭
- 1999년 9월 1일 용덕초등학교 덕암분교장
- 2000년 3월 1일 본교로 통폐합